# Terphothrix ochreata
Terphothrix ochreata är en fjärilsart som beskrevs av William Schaus 1915. Terphothrix ochreata ingår i släktet Terphothrix och familjen tofsspinnare. Inga underarter finns listade i Catalogue of Life.